# プレミストタワー総曲輪
プレミストタワー総曲輪（プレミストタワーそうがわ）は、富山県富山市総曲輪に富山市総曲輪三丁目地区第1種市街再開発事業によって建てられた複合施設におけるタワーマンションの名称である。下層階の商業施設を含めた複合施設名は『WAKURU SOGAWA』（わくる・そうがわ）

## 概要
富山市総曲輪の西武百貨店富山店の跡地に建設された複合施設のマンション部分の名称である。建物の高さは塔屋を含めて85.6m（屋上は80m）で、富山県内ではタワー111、信開アーバンシティセントラルに次いで3番目に高い超高層建築物である。周囲には商店街や総曲輪フェリオなどの施設がひろがる。
6階から23階が「プレミストタワー総曲輪」となっている。
マンション下層階の商業施設は当初2019年秋の開業を予定していたが、同時期に県内で大型商業施設の増床リニューアルが相次いだことでテナント調整が難航したため開業が遅れ、2020年3月9日に1階に初のテナント『富山総曲輪郵便局』が入居する。また、食品販売などの1階フロアは2020年夏に開業したが、2 - 4階の開業時期は未定となっていた。
2020年3月19日、商業エリアの名称を『SOGAWA BASE』（そうがわ・べーす）に決めたと発表。また、7月上旬に開業予定の1階のフードフロア（食物販、飲食の計12店舗）のコンセプトが「総曲輪食倉庫」に決まったことも発表された。
2020年7月17日、『SOGAWA BASE』1階フロアが11店舗の体制でプレオープンした。10月1日にグランドオープン。
2025年8月7日、『SOGAWA BASE』1階に「アルビスくらす」がオープン。

## 関連企業
- 大和ハウス工業
- フジタ・佐藤工業特定工事共同企業体
- 大和ライフネクスト

## アクセス
- 中町駅 - 徒歩1分
- 富山駅 - 徒歩18分